# 紀元前420年代
紀元前420年代（きげんぜんよんひゃくにじゅうねんだい）は、西暦による紀元前429年から紀元前420年までの10年間を指す十年紀。

## できごと
- ペロポネソス戦争

### 紀元前429年
- ポテイダイアの戦い - カルキデケ半島の同盟軍がアテナイの軍を破った。
- スパルトロスの戦い - アテナイと、スパルトロスおよびその同盟からなる連合軍の戦闘。同盟軍が勝利。
- リオンの海戦 - フォルミオンがペロポネソス同盟艦隊を破った。
- ナウパクトスの海戦 - フォルミオンがペロポネソス同盟艦隊を破った。
- ペストが発生し、アテナイの人口の3分の1以上が死亡した。

### 紀元前428年
- ミュティレネの反乱 - ミュティレネによって起こされたアテナイに対する反乱。翌年、アテナイによって鎮圧。

### 紀元前426年
- タナグラの戦い - アテナイ軍とタナグラ・テバイ連合軍との間で戦われ、アテナイ軍が勝利。

## 主な人物
- ヘロドトス、ギリシアの歴史家（+ 紀元前485年）

## 死去
- 紀元前429年 - ペリクレス:アテナイの政治家